# Golyós eukaliptusz
A golyós eukaliptusz (Eucalyptus globulus) az egyik leggyorsabban és legmagasabbra növő, de mindenképpen a legismertebb és legtöbbfelé ültetett, örökzöld eukaliptuszfaj.
Ismertségének egyik érdekes következménye, hogy nincs egyértelműen elfogadott magyar neve: nevezik még tasmániai eukaliptusznak, kékmézgafának, ausztrál lázfának, tasmán kék gumifának, tasmániai szürke gumifának és valószínűleg további neveken is – egyedül a Magyar nagylexikon ban három neve szerepel.
Egyéves korában már három méteres, ötévesen 10–15 méter magas, átmérője pedig eléri a 20 cm-t. A harmincéves eukaliptusz akkora, mint a kétszáz éves tölgy. Egy hektár eukaliptuszerdő húsz év alatt 800 köbméter faanyagot is adhat – más fák ezt a mennyiséget 100–120 esztendő alatt állítják elő. A gyors növekedéshez rengeteg vizet párologtat, ezért kimondottan a mocsarak kiszárítására is ültetik – ezt a tulajdonságát a malária elleni küzdelemben is felhasználják. Hatalmas gyökérrendszerével egy hektárnyi eukaliptuszerdő 12 ezer tonna vizet is fölvesz a talajból egy év alatt.
Fája tömör, súlyos keményfa, még a tölgyénél és a dióénál is erősebb. A farontó bogarak nem károsítják és alig korhad, ezért előszeretettel használják cölöpnek, telefon- és villanypóznának, építenek belőle hajókat. Erőteljes növekedése miatt a papíripar számára is termesztik.
Illóolajának 80%-a (1,8-cineol), más néven eukaliptol. Ez a legismertebb, enyhén kámforos szagú, hűsítő, kesernyés ízű, fertőtlenítő és konzerváló hatású eukaliptuszolaj, ami a levél szövetében lévő kis hólyagokban gyűlik össze, és mennyisége elérheti a levél össztömegének 5%-át. Az olaj antiszeptikus, nyákoldó és hűsítő hatású, kiváló köptető, görcsoldó. Légúti megbetegedések kezelésében inhalálásra, a fogászatban szájöblítésre használják. A levelek kivonatával sebeket, keléseket kezelnek, emellett közismert fájdalomcsillapító és gyulladáscsökkentő.

## Képek

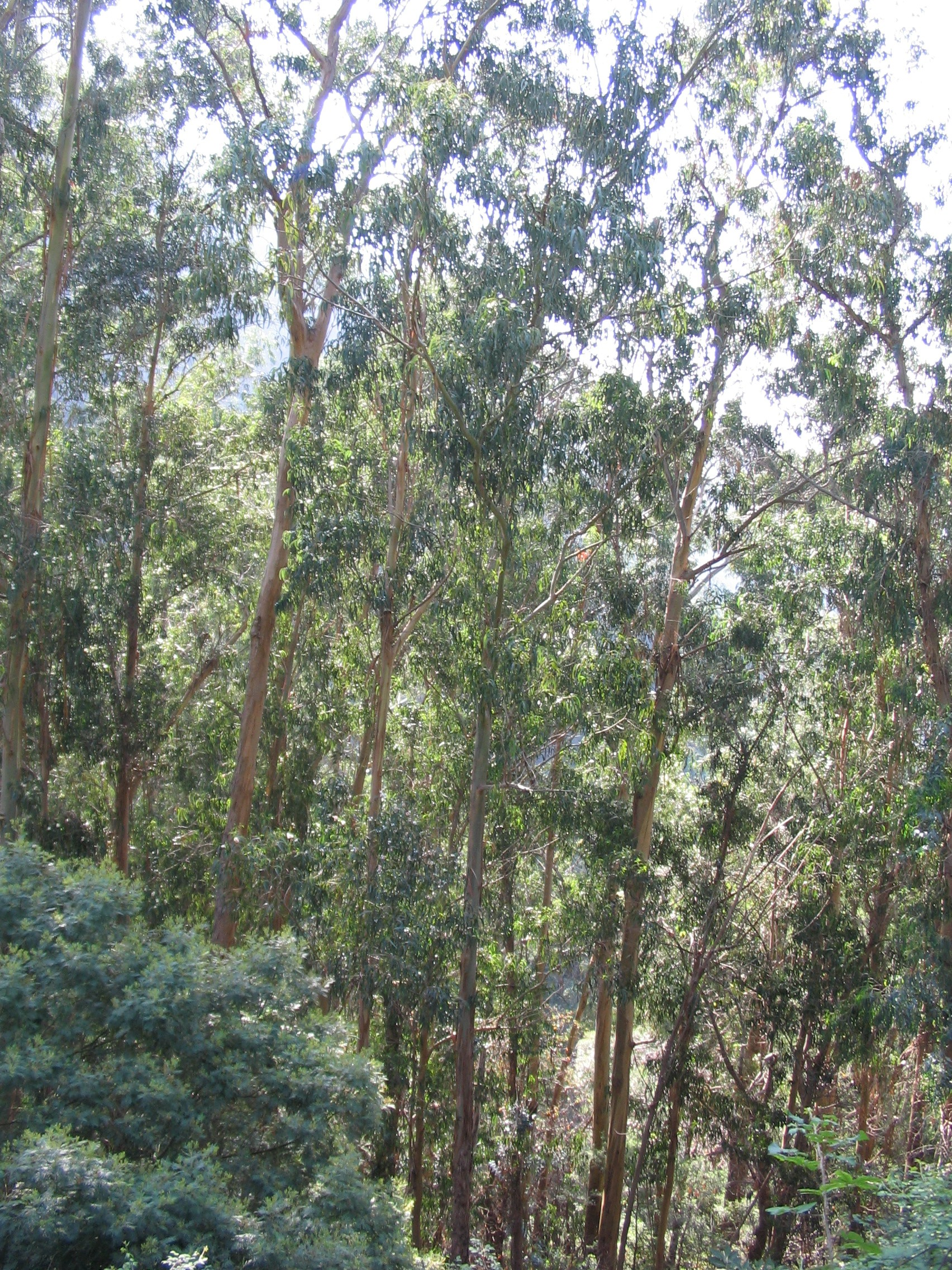
Eukaliptuszliget (Madeira, Cabo Girão)
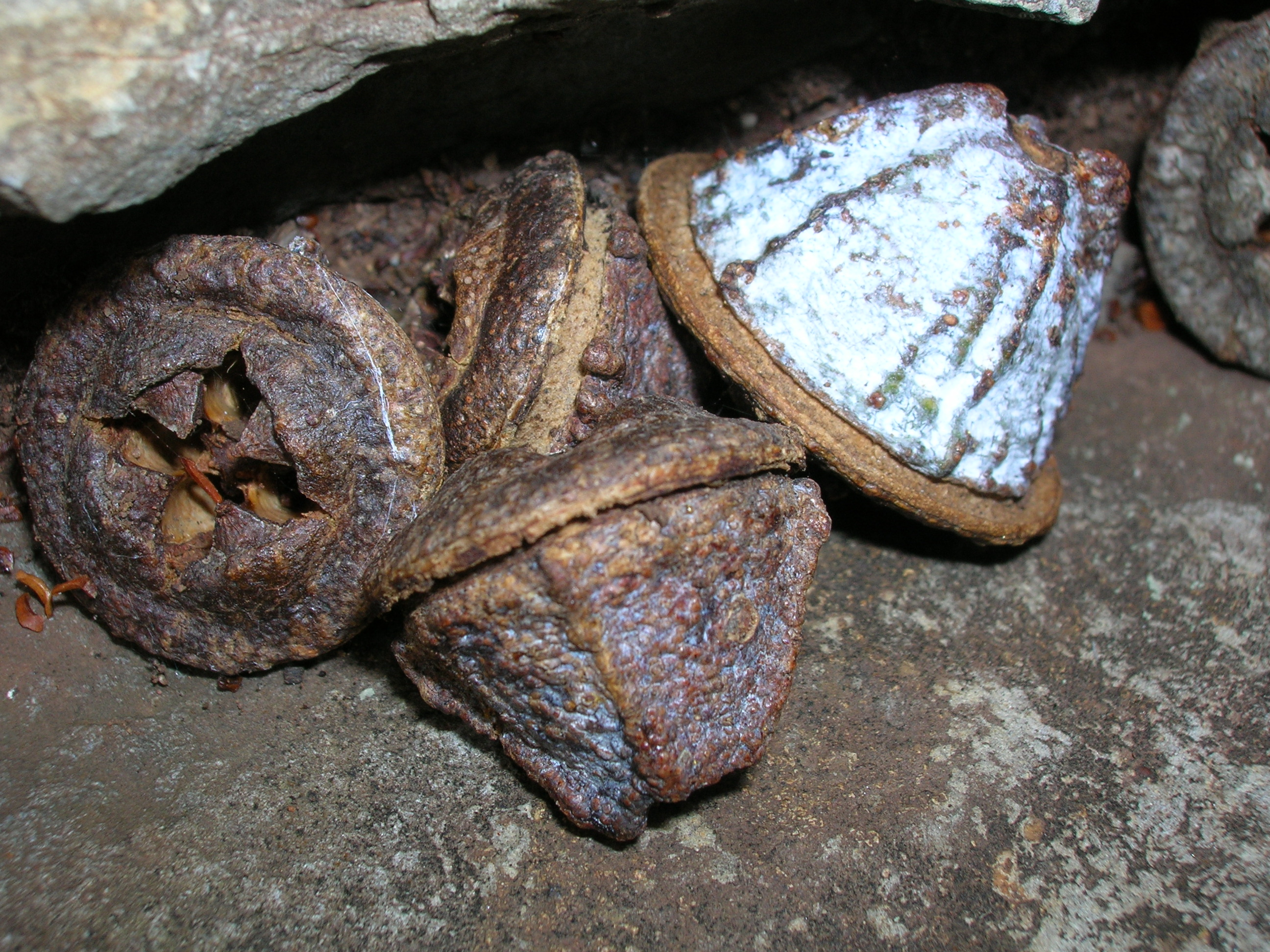
Golyós eukaliptusz termése
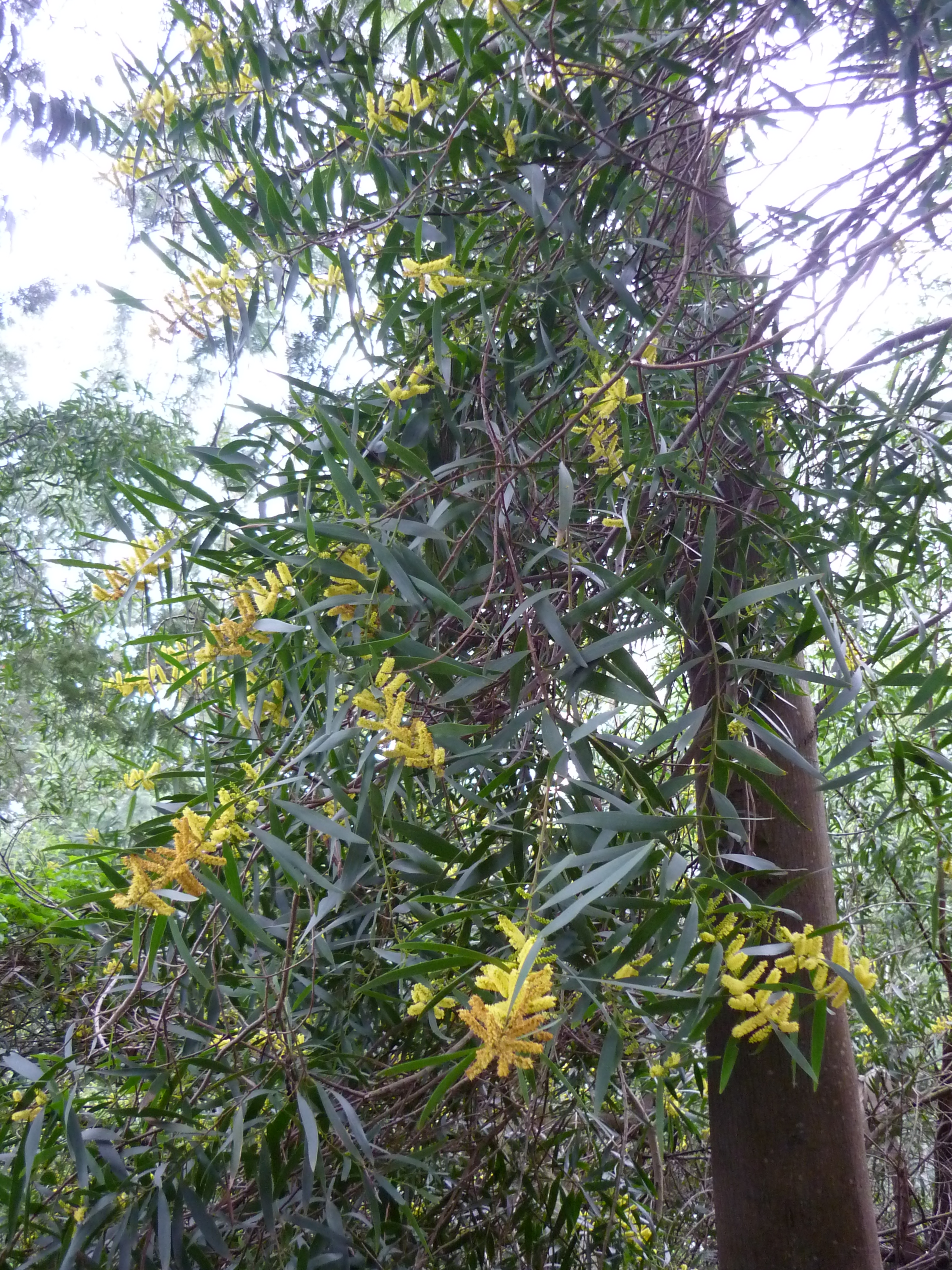
Golyós eukaliptusz virága